# Monestir de Sant Esteve i Sant Hilari
El monestir de Sant Esteve i Sant Hilari d'Umfred o Riufred, al terme municipal d'Alp a la comarca de la Baixa Cerdanya, és el primer monestir cerdà creat segurament durant el segle ix. El comte Frèdol l'any 815 és el que va edificar la cel·la que es trobava dedicada als sants Esteve i Hilari, correntment anomenada de Sant Esteve d'Umfred. El mossèn Jaume Martí en localitzà les ruïnes, damunt de la carretera d'Alp a la Molina. Són unes runes amb una gran llosa de pissarra i parets treballades amb opus spicatum, que també es troba a altres esglésies pròximes d'aquesta zona, com la de Santa Cecília de Bolvir, al fonament de l'absis de Santa Eugènia de Saga i sobretot la de Sant Esteve de les Pereres a Fontanals de Cerdanya. Aquesta cel·la era depenent del monestir de Sant Serni de Tavèrnoles. També s'hi ha trobat una tomba de l'època alt-medieval.